# Mousa Alli
Mousa Alli (àrab: موسى علي, Mūsà ʿAlī) és un estratovolcà de 2.021 metres situat a la part nord de la regió de la Gran Vall del Rift, al trifini format per Etiòpia, Eritrea i Djibouti. És el cim més alt de Djibouti. El cim del volcà està truncat per una caldera que conté doms de lava de riolita i colades de lava. La darrera erupció coneguda es va produir abans de l'Holocè.
La muntanya té dos cims diferents, el més alt és el meridional, amb una altitud de 2.021 metres, mentre el cim nord té una altitud de 1.871 metres. Els dos cims estan separats per una gran caldera, d'aproximadament 1 km d'amplada i 1.514 metres de profunditat.